# Ectillaenus giganteus

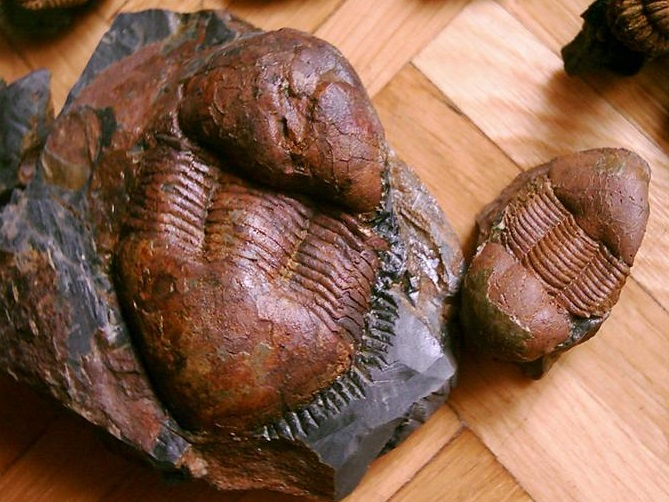
Individuos de Ectillaenus giganteus procedentes del Ordovícico Medio de los Montes de Toledo (España).

Ectillaenus giganteus (BURMEISTER, 1843) es una especie de trilobites muy común en el Ordovícico Medio (Llandeilo) del Macizo Armoricano. Se trata de una especie con un tamaño medio de caparazón grande, caracterizado por una carencia general de ornamentación y cuya forma de vida se piensa que pudo ser endobionte (enterrados en sedimentos blandos).

## Distribución geográfica
El género  Ectillaenus aparece con relativa abundancia en el Ordovícico medio en una región muy amplia que se extiende desde Marruecos, los países del Báltico, España (Los Montes de Toledo), Portugal, Bohemia, las islas británicas, Suecia, etc.
En La Bretaña Francesa y Normandía está presente en todo el Ordovícico Medio, con más o menos frecuencia (a veces representa la mayor parte de la fauna). Es abundante al sur de Rennes ( Sinclinal Martigné - Ferchaud ) en los esquistos con "Neseuretus " de edad Llanvirn y es muy común en los esquistos de la unidad anticlinal Lanvaux / Les-Ponts-de-Ce (La Pouëze y Trélazé / Maine y Loira), donde los ejemplares son a menudo de gran tamaño.
En España Ectillaenus giganteus es una especie muy ubicua, estando representada en prácticamente todos los afloramientos estudiados por Rábano, I (1990) en las pizarras con Calymene o Neseuretus del Ordovícico Medio (Llanvirn-Llandeilo) de los Montes de Toledo.

## Morfología general
El caparazón es del tipo illaeniforme caracterizado por tener una forma generalmente parabólica y una superficie lisa donde cefalón, tórax y pigidio tienen dimensiones sustancialmente iguales. Los caparazones son a menudo de gran tamaño, pudiendo superar los 30 cm.

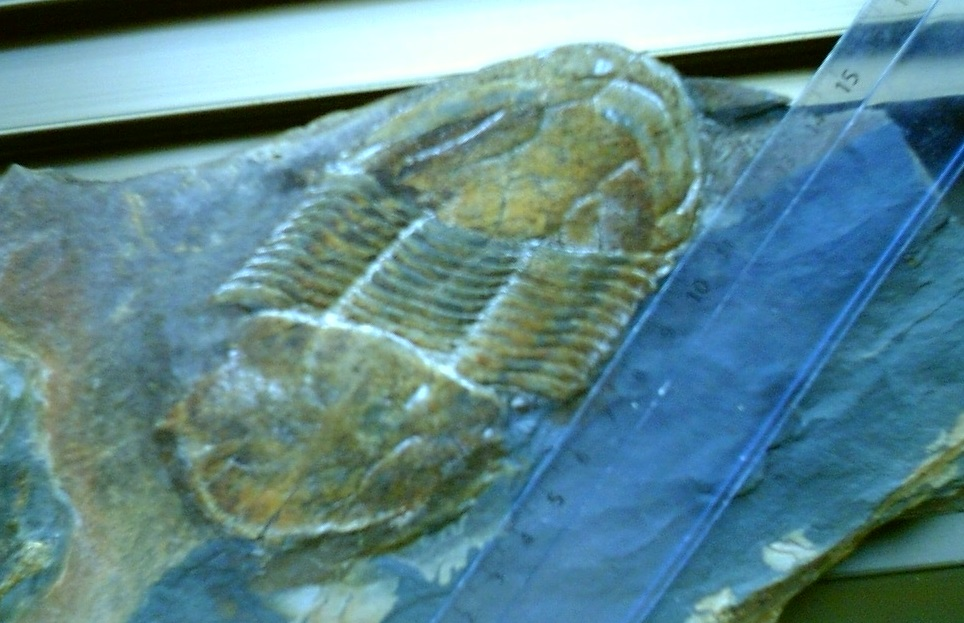
Individuo completo de Ectillaenus giganteus donde se muestra el gran tamaño que podían alcanzar. Ejemplar de 14 cm. prodecente del Ordovícico Medio de los Montes de Toledo.

### Cefalón
La región cefálica es abombada y de textura lisa, con dos surcos dorsales cortos y no muy marcados hasta la mitad del cefalón. No presenta espinas genales. La glabela es ancha y poco definida. Las Suturas faciales son opistopáricas, alejadas del eje central, lo que conlleva que las librígenas sean muy pequeñas, y que por lo tanto sus ojos, de pequeño-medio tamaño, estén también en una posición distal.
El ángulo de la posición de los ojos indica que la posición en vida del animal debió ser con el cefalón ligeramente girado con respecto al eje que formarían tórax y pigidio, quedando el individuo con el cefalón semienterrado y tórax-pigidio enterrados. En los ejemplares mejor conservados se pueden observar líneas aterrazadas que convergen en el borde lateral de las librígenas a la altura de los ojos.

### Tórax
El Tórax se compone de 10 segmentos bien marcados  que representan una anchura inferior a un tercio de la anchura total del caparazón.
Algunos ejemplares bien conservados muestran a lo largo de los surcos dorsales y en cada pleura, unas marcas en forma de agujeros circulares cuyas  funciones pudieron ser sensitivas o de apoyo a elementos con este fin.  Estas depresiones también se han observado en Panderia beaumont (ROUAULT).

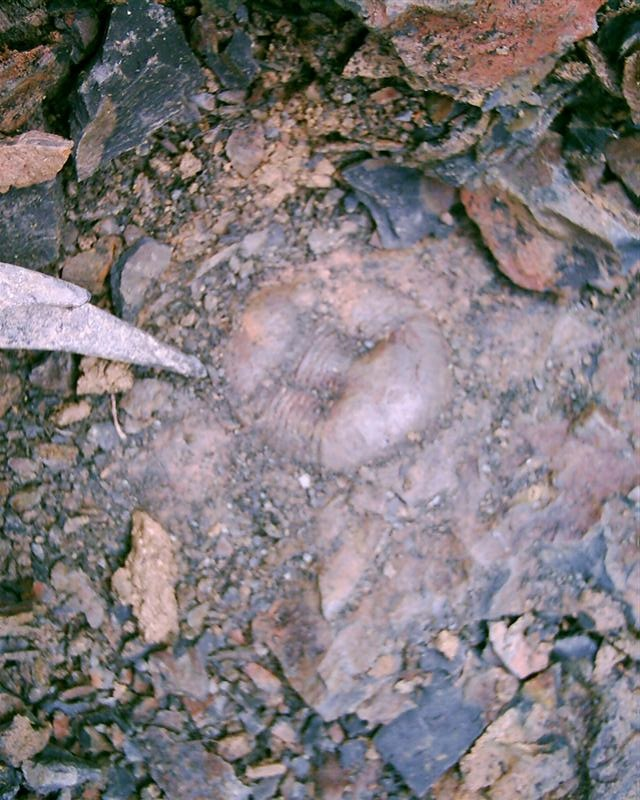
Ejemplar de Ectillaenus giganteus (BURMEISTER, 1843) in situ, en las pizarras con "Calymene" del Ordovícico Medio de los Montes de Toledo (España).

### Pigidio
Es amplio, ligeramente arqueado y a veces casi circular. Su superficie es lisa y abombada de un tamaño y forma muy parecido al cefalón, que hace que cuando se pliega el trilobite para ponerse en posición de defensa, pigidio y cefalón cierren perfectamente. Al contrario de lo que  ocurre con el cefalón, el pigidio no tiene marcas, siendo muy liso y algo abombado, no hay segmentación observable (las regiones pleurales son lisas). Muchos moldes de pigidios muestran bajo su capa externa un conjunto de lñineas aterrazadas subparalelas, que continúan en la parte ventral, en los regruesados dobleces del cefalón y del pigidio.